# Postmaterialismus
Postmaterialismus (von lateinisch post ‚hinter‘, ‚nach‘ und Materialismus) ist ein Ausdruck aus der Soziologie, Politikwissenschaft und der Kulturtheorie. Er bezeichnet die Einstellung einzelner Personen oder ganzer Bevölkerungsgruppen (Soziales Milieu), nicht nach dem greifbaren Materiellen zu streben, sondern das „dahinter“ bzw. das „Übergeordnete“ erreichen zu wollen. Für Postmaterialisten ist das Streben nach materiellen Gütern von geringerer Bedeutung als bestimmte „abstrakte“, „höhere“ Werte. Darunter können zum Beispiel Gesundheit, Freiheit, Glück, Kultur, Bildung, Tier- oder der Umweltschutz fallen.

## Entstehung des gesellschaftlichen Wandels
Nach Ronald Inglehart ist der Postmaterialismus eine Folge von psychischer und physischer Sicherheit, die eine wohlhabende materialistische Gesellschaft hervorbringt. In einer solchen Gesellschaft findet eine fortlaufende Individualisierung der Menschen statt, sodass die in einer postmaterialistischen Gesellschaft lebenden Menschen – über die existenziellen Bedürfnisse hinaus – kulturelle, soziale und intellektuelle Bedürfnisse entwickeln. Die Entstehung dieser Bedürfnisse in einer solchen Gesellschaft begründet Inglehart mit der Mangelhypothese, die besagt, dass jeweils die Bedürfnisse an Wertschätzung gewinnen, die noch nicht befriedigt und zudem knapp sind. Durch diese gesellschaftlichen Entwicklungen finde ein Wertewandel statt.
Roland Benedikter nennt folgende Hauptmerkmale eines philosophischen Postmaterialismus:
1. Ambivalenz
2. Unschärfe
3. Konfliktualität
4. Offenheit und Unabgeschlossenheit
5. Prozessualität
6. Indirektheit und Schweben
7. Unexplizität
8. Individualitätszentrierung

## Stagnation des Wertewandels in Deutschland
Inglehart konstruierte einen Index, um die postmaterialistische Wertorientierung zu messen; er ist allerdings umstritten. Dieser Index wird oft genutzt, um die Verteilung materialistischer und postmaterialistischer Orientierungen in der Bevölkerung und ihren Zusammenhang mit Parteienpräferenzen zu ermitteln. So ergab sich in den 1980er Jahren in ALLBUS-Erhebungen ein stark steigender Anteil der Postmaterialisten in Deutschland (1980 bis 1986 von ca. 13 auf ca. 26 Prozent der Befragten). CDU-Anhänger wiesen die höchsten Werte für materialistische, die Grünen die höchsten Werte für postmaterialistische Orientierung auf. Eine Fortsetzung des Wertewandels in Richtung postmaterialistischer Werte ist heute jedoch nicht mehr eindeutig erkennbar.
Der deutsche Jugendsurvey stellte fest, dass die mit einem solchen Index ermittelte postmaterialistische Orientierung bei deutschen Jugendlichen kaum mit den im Survey ebenfalls ermittelten Variablen Selbstentfaltung, Kritikfähigkeit und Prosozialität (die nach Kohlbergs Theorie der Moralentwicklung ein Indikator für ein entwickeltes Moralbewusstsein sein soll) korreliert. Eine solche Korrelation ergab sich nur zwischen Postmaterialismus und Bereitschaft zu alternativem politischem Engagement.
Als Ursache wird angenommen, dass sich das Streben nach Selbstverwirklichung in einer materialistischen und einer post-materialistischen Variante ausdrücken kann, wobei die materialistischen Orientierungen in Deutschland seit 1990 wieder anwachsen. Die Rückkehr der Knappheit habe einen „Wandel des Wertewandels“ bewirkt. Auch prosoziales Verhalten (z. B. im Team oder in Organisationen) ist nicht zwingend mit einer postmaterialistischen Moral verbunden; es kann opportunistisch bzw. egoistisch motiviert sein, etwa durch die Antizipation von Belohnungen.